# Battista Franco Veneziano

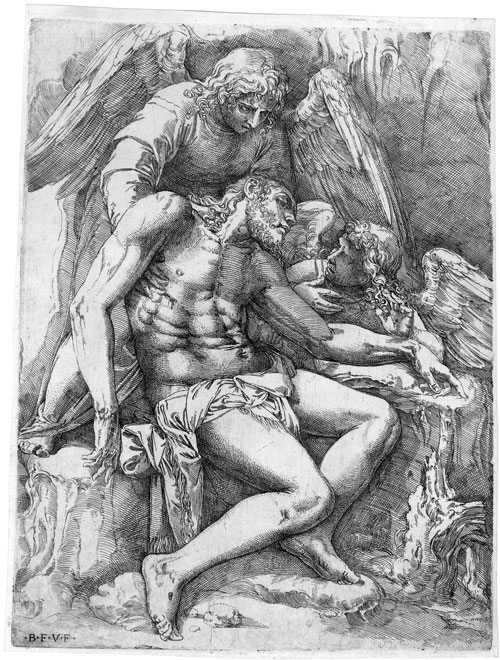
O Cristo morto apoiado por ajos (água-forte

Battista Franco Veneziano, ou Giovanni Battista Franco (1510 — 1561) foi um pintor e gravador em água-forte maneirista, nascido na Itália. Ele trabalhou em Roma, Urbino e Veneza. É também conhecido como Il Semolei oiu simplesmente Battista Franco.
Nativo de Veneza, ele foi para Roma aos vinte anos. Trabalhou também em Urbino. Pode ter sido um dos mentores, junto com Girolamo Genga, de Federico Barocci. Sua gravuras em água-forte são mais famosas e mais bem elaboradas que suas pinturas, que imitam muito as de Michelângelo. 